# RC Celta de Vigo
Real Club Celta de Vigo este un club de fotbal din Vigo, Spania, care evoluează în Primera División. A fost fondat în 1923 în urma fuziunii dintre Real Vigo Sporting și Real Fortuna Foot-ball Club. 
Sunt supranumiți „Los Celestes” și joacă în tricouri albastru deschis și șorturi albe. Stadionul clubului este Balaídos, cu o capacitate de 32.500 de spectatori.
Celta Vigo a jucat timp de mulți ani în prima divizie spaniolă, dar nu a fost niciodată campioană a Spaniei și nici nu a câștigat Copa del Rey. Cel mai bun sezon al clubului a fost 1970-1971, atunci când aceștia nu au fost înfrânți pe teren propriu și au primit numele de „ucigași de giganți”. Au terminat sezonul pe locul șase (cu același număr de puncte ca și Athletic Bilbao) și au reușit calificarea pentru Cupa UEFA în sezonul următor. Din nefericire pentru echipă, au fost învinși de către Aberdeen în prima rundă, nefiind capabili să își revină după înfrângerea cu 2-0 de pe teren propriu.

## Lotul actual
La 15 august 2025
| Nr. |           | Poziție | Jucător              |
| --- | --------- | ------- | -------------------- |
| 1   | Spania    | P       | Iván Villar          |
| 2   | Suedia    | F       | Carl Starfelt        |
| 3   | Spania    | F       | Óscar Mingueza       |
| 5   | Spania    | F       | Sergio Carreira      |
| 6   | Guineea   | M       | Ilaix Moriba         |
| 7   | Spania    | A       | Borja Iglesias       |
| 8   | Spania    | M       | Fran Beltrán         |
| 9   | Spania    | A       | Ferran Jutglà        |
| 10  | Spania    | A       | Iago Aspas (căpitan) |
| 11  | Argentina | A       | Franco Cervi         |
| 13  | România   | P       | Ionuț Radu           |
| 14  | Spania    | M       | Damián Rodríguez     |
| 15  | Ghana     | F       | Joseph Aidoo         |

| Nr. |        | Poziție | Jucător                                          |
| --- | ------ | ------- | ------------------------------------------------ |
| 16  | Spania | A       | Bryan Zaragoza (împrumutat de la Bayern München) |
| 17  | Spania | F       | Javi Rueda                                       |
| 18  | Spania | A       | Pablo Durán                                      |
| 19  | Suedia | A       | Williot Swedberg                                 |
| 20  | Spania | F       | Marcos Alonso                                    |
| 21  | Serbia | F       | Mihailo Ristić                                   |
| 22  | Spania | M       | Hugo Sotelo                                      |
| 23  | Spania | A       | Hugo Álvarez                                     |
| 24  | Spania | F       | Carlos Domínguez                                 |
| 25  | Spania | P       | Marc Vidal                                       |
| 32  | Spania | F       | Javi Rodríguez                                   |
|     | Spania | F       | Manu Fernández                                   |

### Jucători împrumutați
| Nr. |                            | Poziție | Jucător                                                   |
| --- | -------------------------- | ------- | --------------------------------------------------------- |
|     | Spania                     | F       | Unai Núñez (la Hellas Verona până în iunie 2026)          |
|     | Spania                     | F       | Manu Sánchez (la Levante până în iunie 2026)              |
|     | Statele Unite ale Americii | M       | Luca de la Torre (la San Diego FC până în decembrie 2025) |

| Nr. |           | Poziție | Jucător                                               |
| --- | --------- | ------- | ----------------------------------------------------- |
|     | Spania    | M       | Carlos Dotor (la Málaga până în iunie 2026)           |
|     | Argentina | A       | Tadeo Allende (la Inter Miami până în decembrie 2025) |
|     | Spania    | A       | Carles Pérez (la Aris Salonic până în iunie 2026)     |

## Palmares

### European
- Cupa UEFA Intertoto
  - Câștigători (1): 2000

### Național
- Copa del Rey
  - Finaliști (3): 1948, 1994, 2001.

### Regional
- Campeonato de Galicia [4]
  - Câștigători (6): 1923-24, 1924–25, 1925–26, 1929–30, 1931–32, 1933–34
- Campeonato Astur-Gallego
  - Câștigători (1): 1934-35
- Copa Xunta de Galicia
  - Câștigători (1): 2007, 2008

### Amicale
- Trofeo Ciudad de Vigo
  - Câștigători (22):
- Trofeo Memorial Quinocho
  - Câștigători (14): 1995, 1996, 1998, 1999, 2000, 2001, 2002, 2003, 2004, 2005, 2007, 2008, 2009, 2011
- Trofeo Teresa Herrera
  - Câștigători (1): 1999
- Trofeo Xacobeo
  - Câștigători (1): 1999

### Individual

#### Pichichi
- 1947-48 - Pahiño (23)

#### Zamora
- 1992-93 - Santiago Cañizares (30 goluri / 36 meciuri - coeficient 0.83)
- 2002-03 - Pablo Cavallero (27 goluri / 34 meciuri - coeficient 0.79)
- 2005-06 - José Manuel Pinto (28 goluri / 36 meciuri - coeficient 0.78)